# Abadía de Eldena

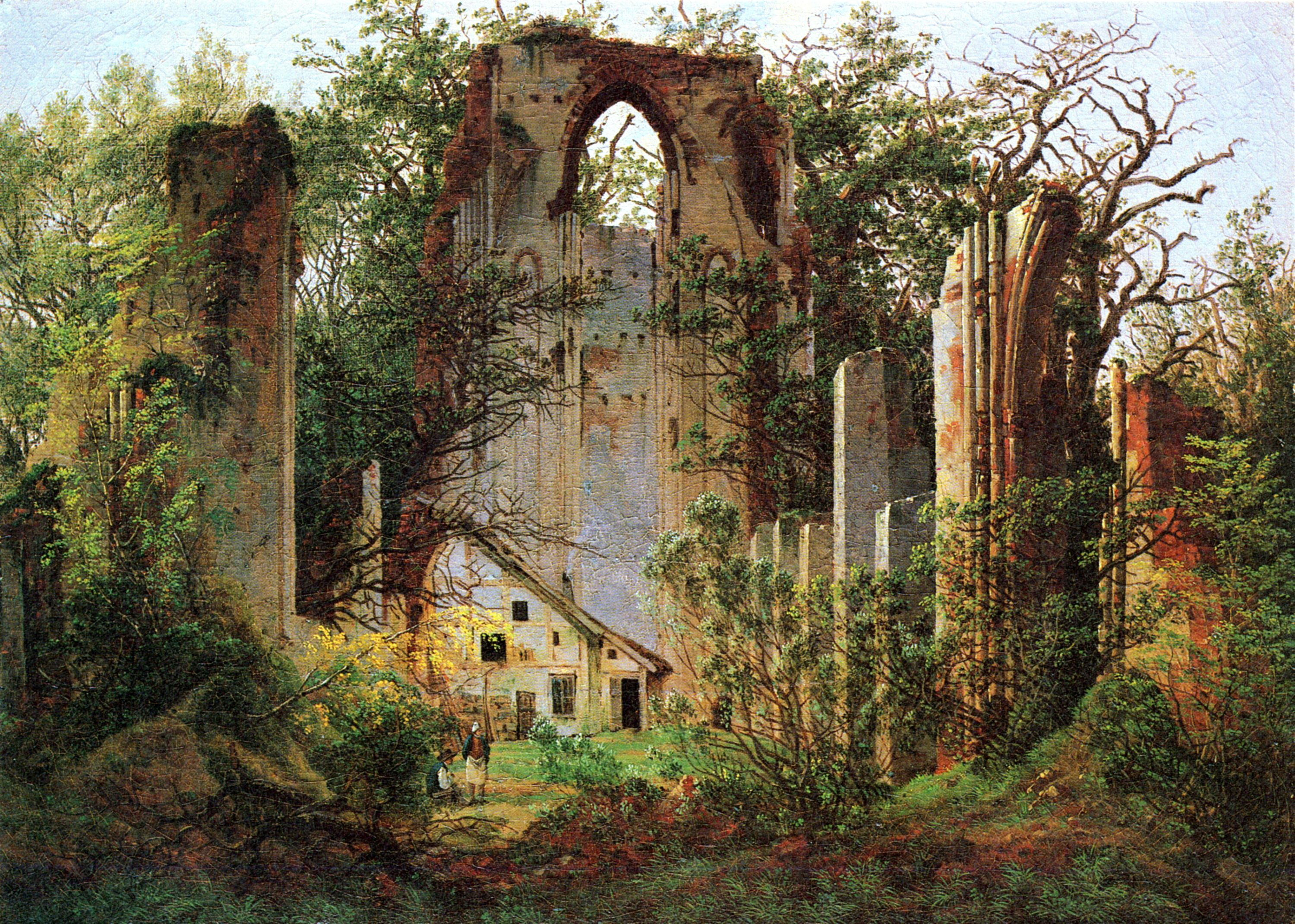
Ruinas de la Abadía de Eldena, de Caspar David Friedrich (1825)

La Abadía o Monasterio de Eldena (en alemán: Kloster Eldena), originalmente la Abadía de Hilda (en alemán: Kloster Hilda) es un antiguo monasterio cisterciense cerca de la actual ciudad alemana de Greifswald, en el estado de Mecklemburgo-Pomerania Occidental. Solo se coservan sus ruinas, las cuales son conocidas por algunos cuadros del pintor romántico Caspar David Friedrich, entre ellos Abadía en el robledal. 

## Historia

### Monasterio
Hacia el siglo XII, la costa del Mar Báltico al sur de la isla de Rügen pertenecía al Principado de Rügen, que a su vez era territorio de los daneses. El monasterio cisterciense danés, la Abadía de Esrum, pudo así fundar un monasterio filial en la misma zona, la Abadía de Dargun, que fue edificado el 1172 en Dargun, al oeste de Demmin. Cuando en 1198 este último monasterio resultó destruido por una batalla entre Dinamarca y Brandeburgo, Jaromar I, Príncipe de los Rani, cuya mujer pertenecía a la realeza danesa, trató de construir un nuevo edificio donde asentar a los monjes afectados. La nueva localización de la abadía sería a la orilla del Río Ryck, cercano al territorio de los Príncipes de Rügen y del Condado de Gützkow.
La propuesta de la nueva localización, que presentaba salinas de gran rentabilidad, fue finalmente aceptado en 1199 y se llevó a cabo la construcción de la Abadía de Hilda, que más tarde pasaría a nombrarse la Abadía de Eldena. Fue, además, aprobada por el papa Inocencio III en 1204. Los príncipes de Rügen, dotaron a la nueva abadía con extensos territorios de zonas colindantes a Wusterhusen, Loitz o el Condado de Gützkow.
El monasterio obtuvo grandes beneficios gracias al comercio de la sal y fue muy influyente en la cristianización de Cispomerania. El edificio derivó además en la fundación durante el siglo XIII de la ciudad de Greifswald, que apareció en un principio como un asentamiento para el comercio de la sal, cercano a la vía regia, una importante ruta comercial que cruzaba el río por ese punto. Tras la Batalla de Bornhöved en 1227, los daneses ser retiraron de la zona del monasterio, aunque Vartislao III, Duque de Pomerania, fue capaz en 1948 de que la abadía de Eldena siguiera pagando los tributos a su feudo. El duque fue más tarde enterrado en el monasterio, así como los posteriores miembros de la familia ducal, la Casa de Pomerania.

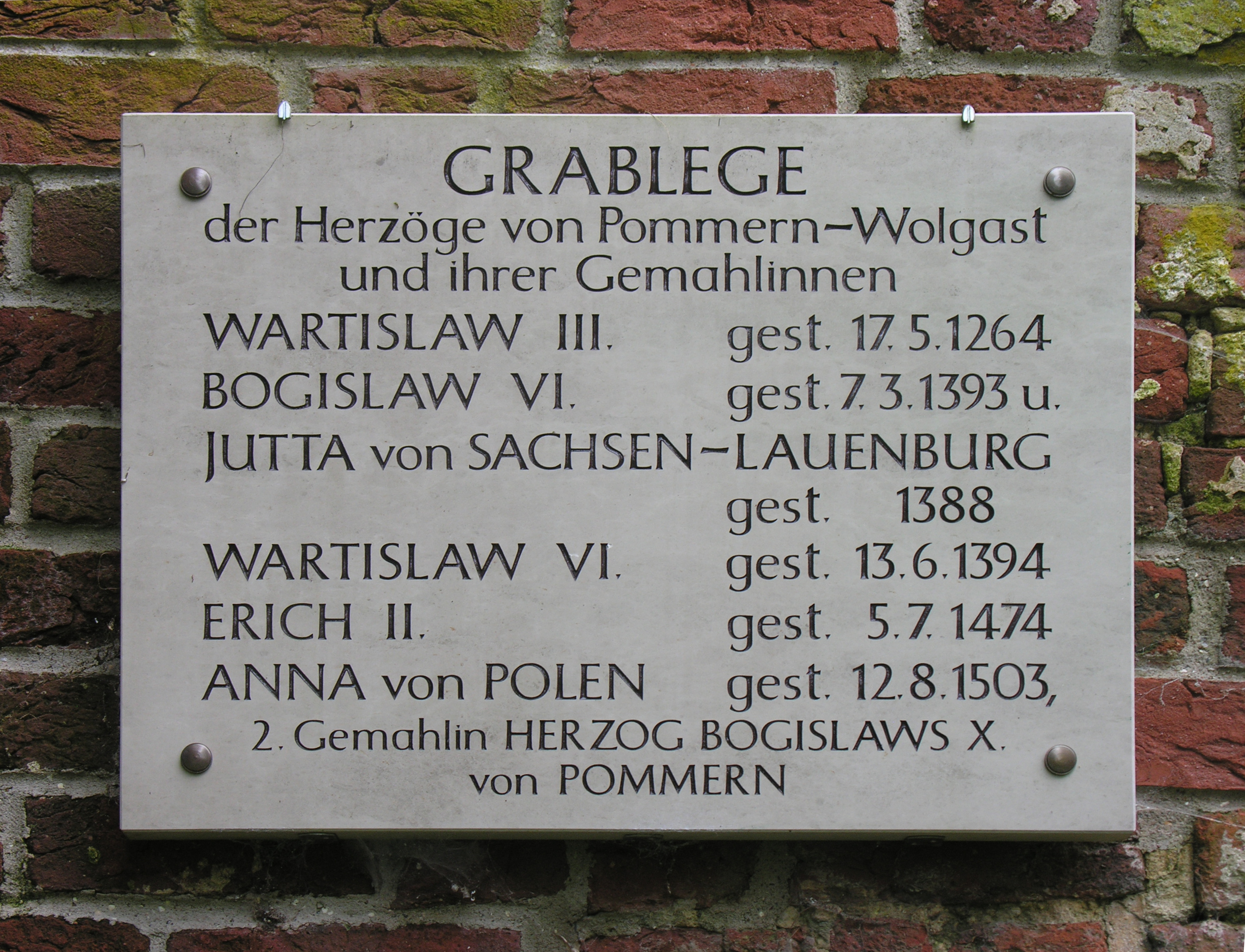
Placa conmemorativa que registra los entierros en la Abadía de Eldena de Vartislao III y miembros posteriores de la Casa de Pomerania.

A lo largo del siglo XIII, la Abadía de Eldena organizó los cultivos y los asentamientos de los territorios afectados por la colonización alemana hacia el Este, conocida con el término Ostsiedlung. De esta manera, se fundaron numerosos pueblos wendos, daneses y alemanes. Sin embargo, los cistercienses de Eldena perdieron su influencia en la creciente ciudad de Greifswald a favor de los conventos franciscanos y dominicos.
Se estima que el extremo oriental de la abadía fue construido hacia el año 1200, mientras que el resto de edificios conventuales entre mediados del siglo XIII y el siglo XIV, todos ellos en el estilo del Gótico báltico. Posteriormente, ya entrado el siglo XV, la parte occidental y la nave del edificio fueron terminadas.

### Disolución e historia posterior
La abadía fue disuelta en 1535, cuando el duque Felipe I de Pomerania introdujo en sus territorios la Reforma protestante. En consecuencia, los edificios fueron gravemente dañados a causa de la Guerra de los Treinta Años. En 1634, el monasterio fue donado a la Universidad de Greifswald. Los edificios restantes quedaron abandonados durante la ocupación sueca de la Pomerania Occidental, que tuvo lugar entre los años 1648 y 1815. Además, algunos ladrillos de la estructura fueron empleados para la construcción de otras fortificaciones. 

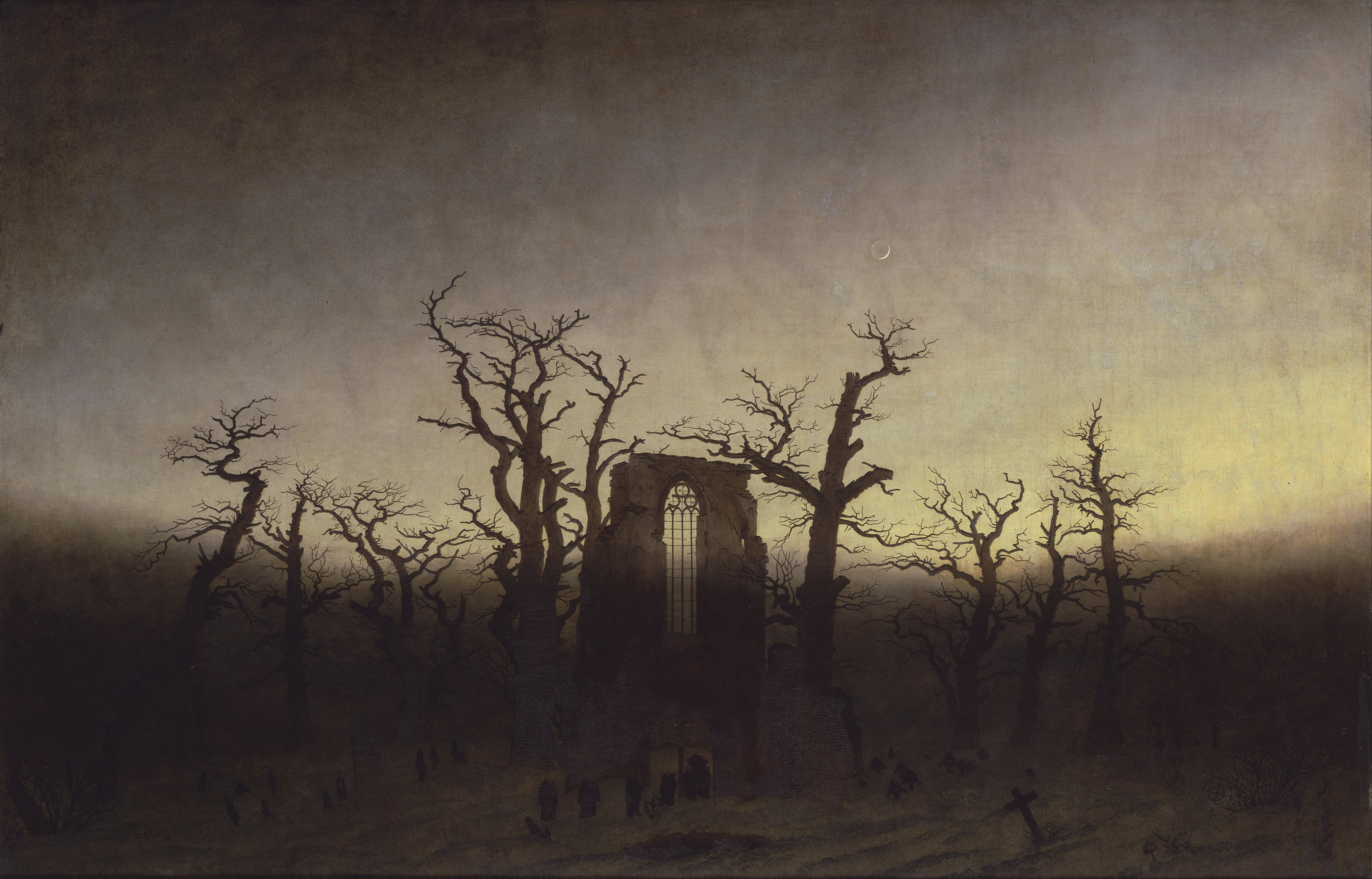
Abadía en el robledal (1809-1810), de Caspar David Friedrich. Ambientado en las ruinas de la abadía de Eldena.

A principios del siglo XIX, el pintor romántico Caspar David Friedrich descubrió las ruinas de la abadía, a las cuales dedicó varias de sus pinturas. Acorde a los intereses del Romanticismo, la abadía adquirió cierta popularidad, por lo que se inició en 1828 un trabajo de restauración, basado en los diseños del jardinero prusiano Peter Joseph Lenné, los cuales indicaban la construcción de un jardín a las afueras del recinto. 
Entre los años 1926 y 1927, se llevaron a cabo diversas excavaciones en la zona para poder descubrir la disposición original de los edificios. Por otro lado, en la década de los 60, el lugar se adaptó para albergar eventos públicos y culturales. En la década de 1960 se llevaron a cabo nuevas obras para adaptar el lugar a eventos públicos y culturales. A partir de 1996, la Oficina Estatal para la Conservación de Monumentos Históricos (en alemán: Landesamt für Denkmalpflege) fue autorizando más obras en las ruinas de la abadía, por lo que finalmente fueron declaradas un sitio de interés cultural a nivel estatal.

## Galería

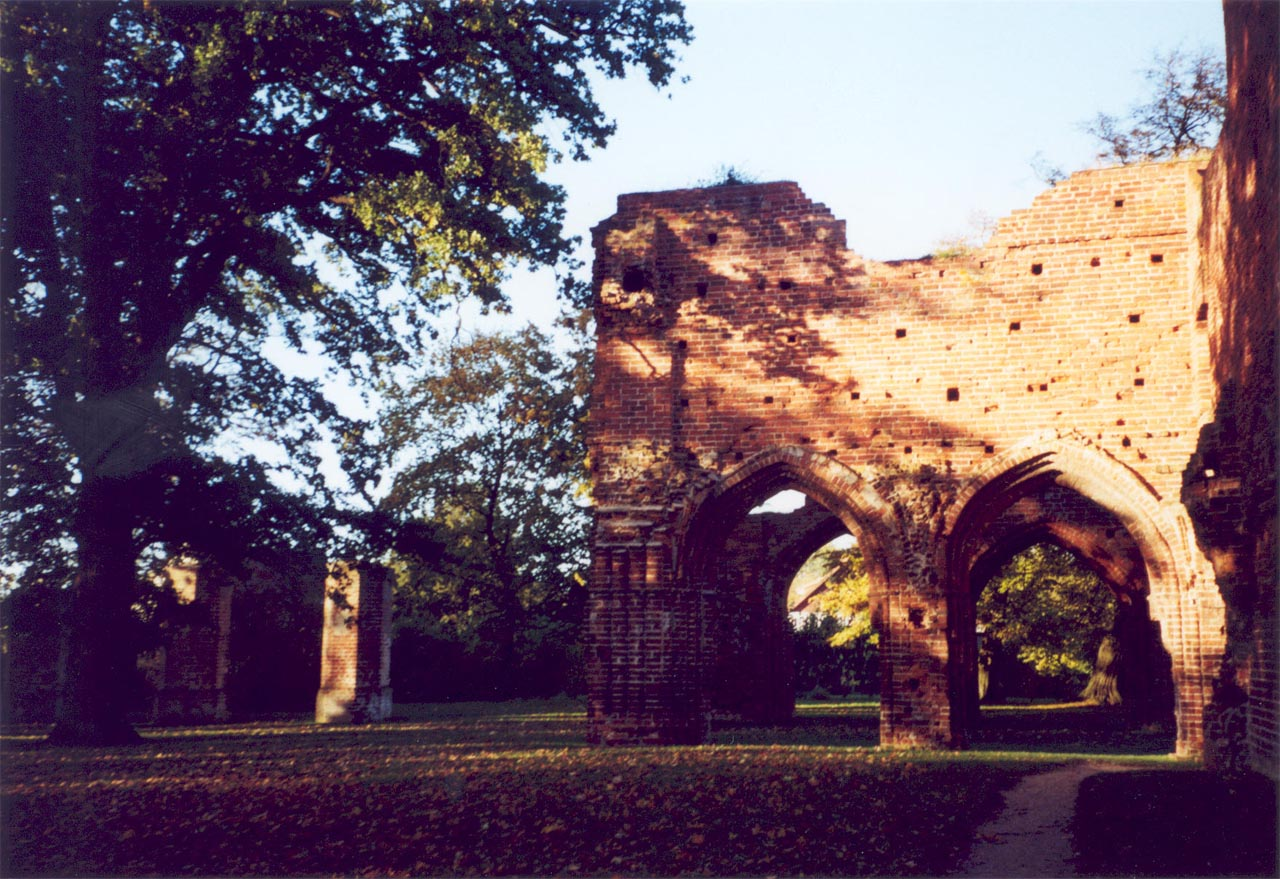
Ruinas de la Abadía de Eldena
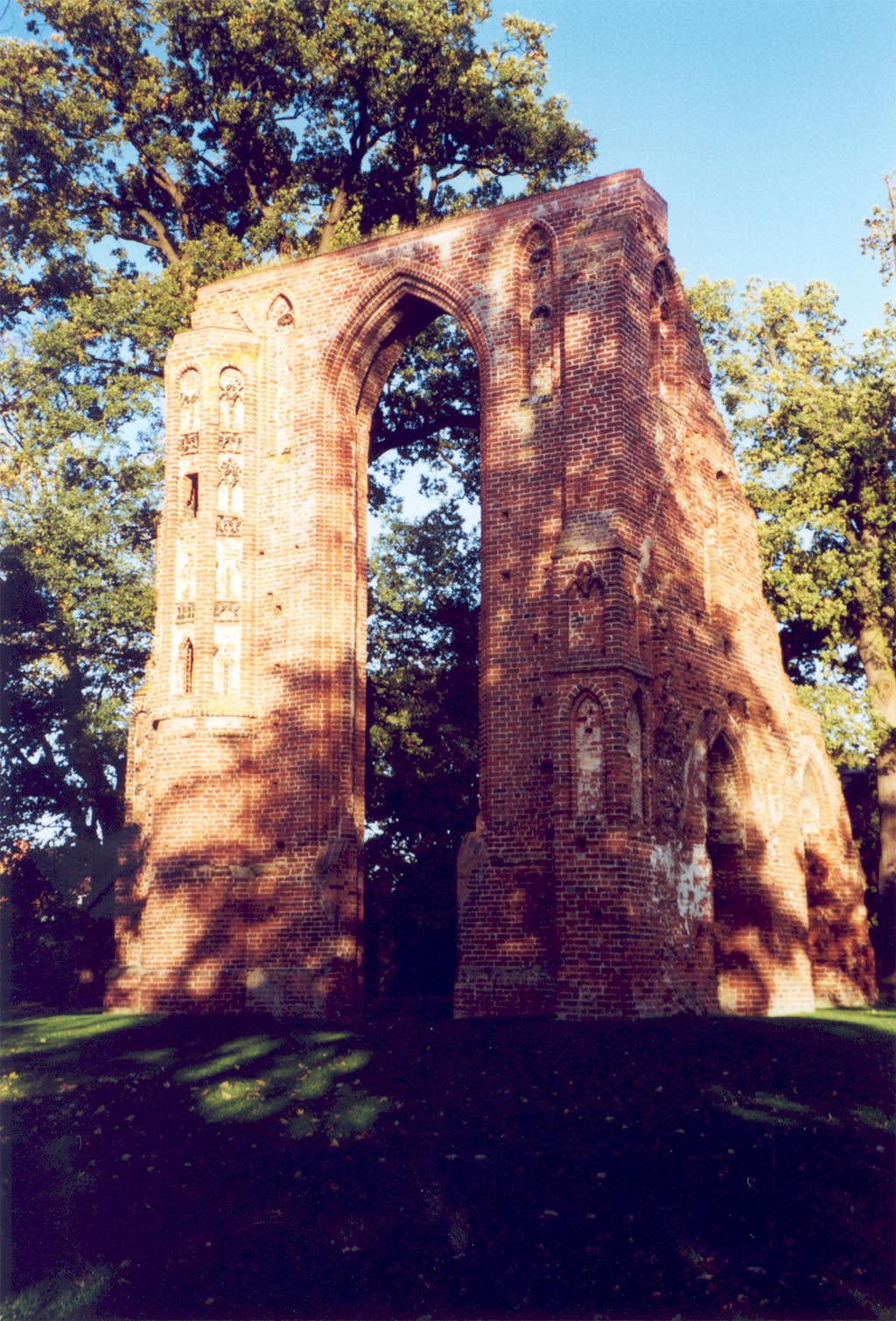
Ruinas en otoño
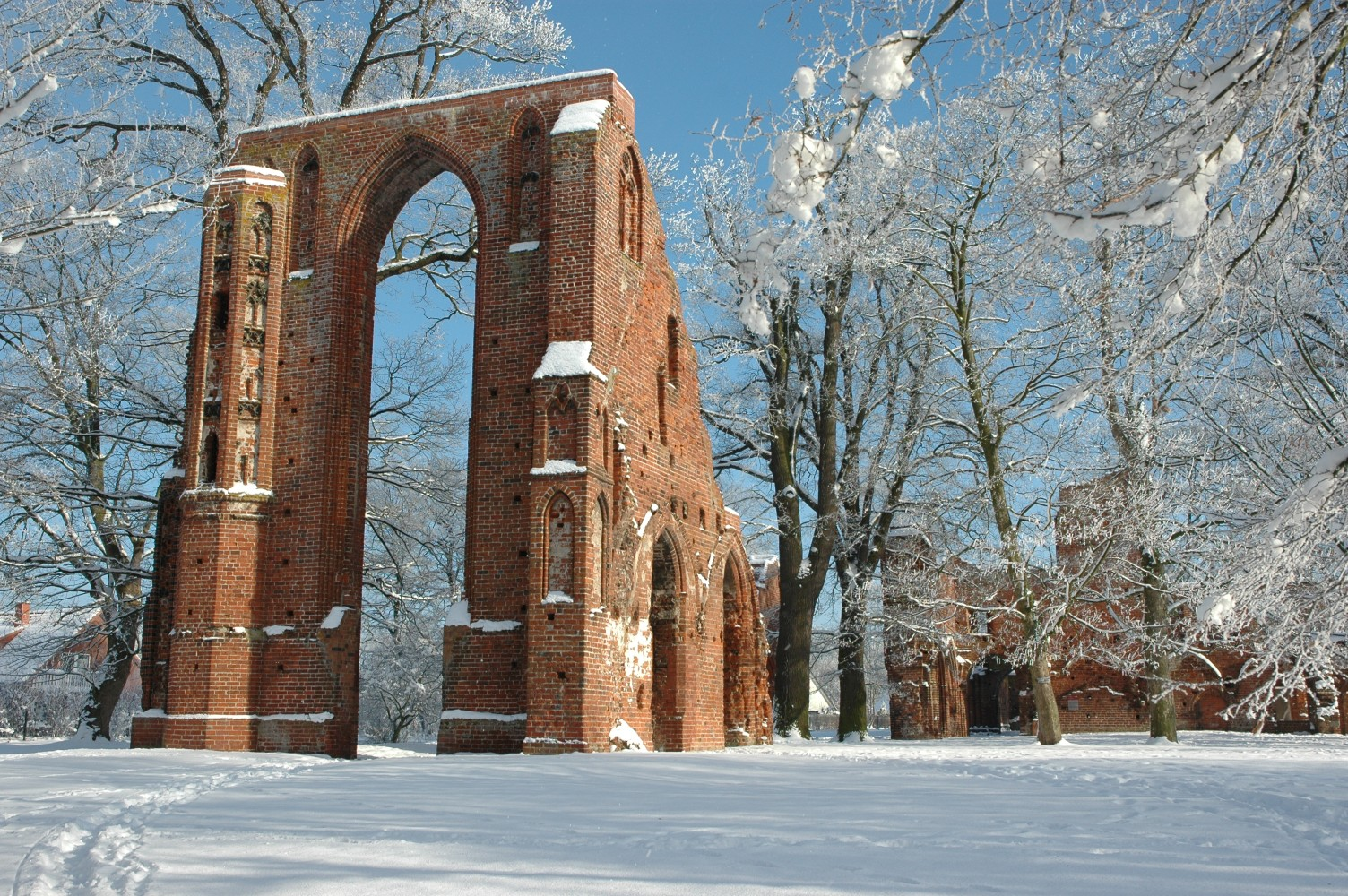
Ruinas en invierno
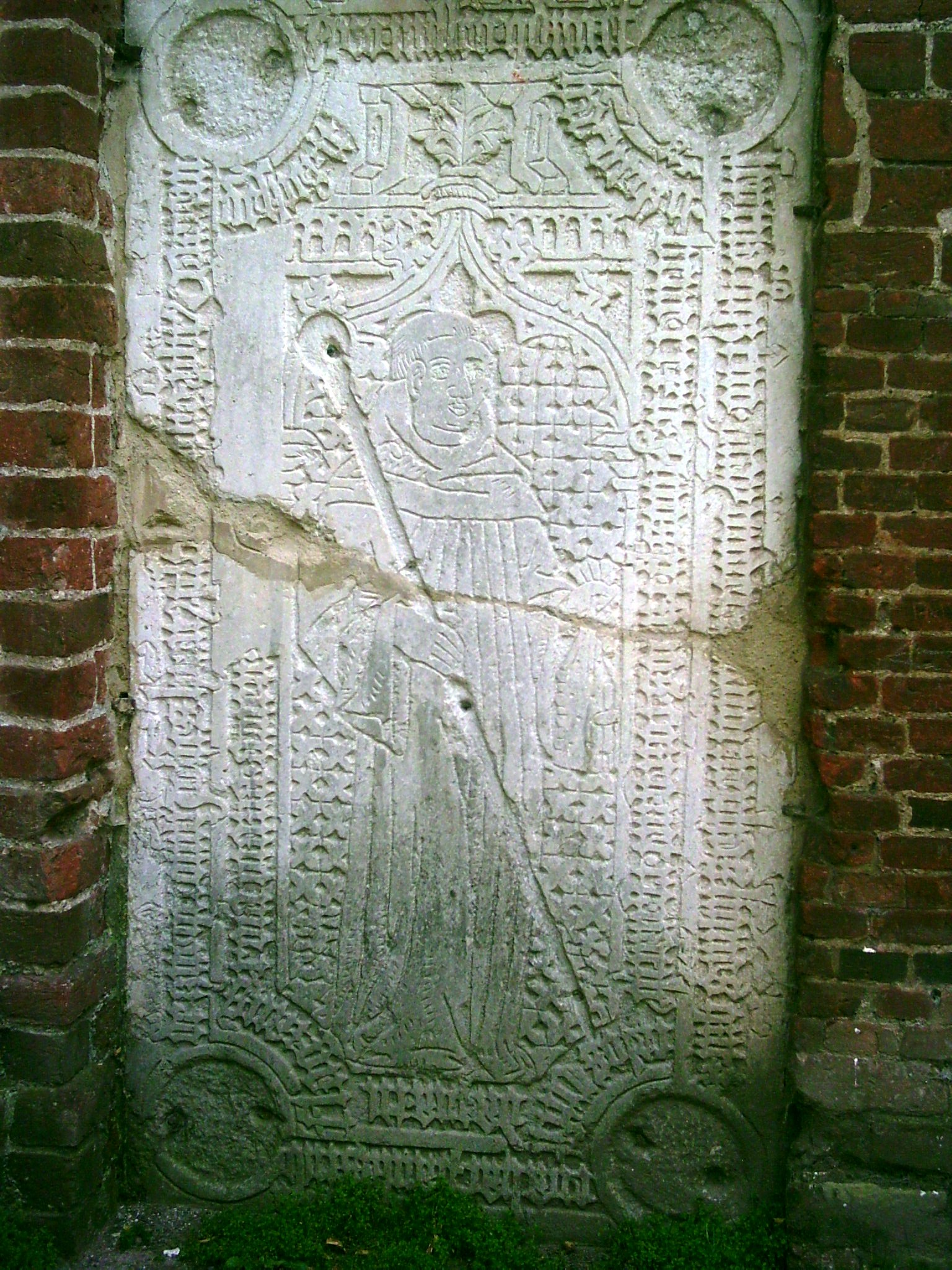
Lápida en Eldena